# 巴塘龙蜥
巴塘龙蜥（学名：Diploderma batangense）原名巴塘攀蜥（学名：Japalura batangensis），一种生活在中华人民共和国四川省巴塘县境内的蜥蜴，隶属于鬣蜥科（飞蜥科）龙蜥属。

## 形态特征
巴塘龙蜥头体长50～70毫米，尾长100～130毫米。头背部棕褐色，具有黑褐色横纹。眼周有黑褐色辐射纹。头腹面为米黄色，喉囊蓝绿色。雄性正背黑褐色，两侧各有一条黄色宽纵纹，雌性正背棕褐色，两侧具有暗黄色波状纵纹。腹面为污黄色。尾背具有棕褐色与灰褐色相间的横纹。
本种与草绿龙蜥（草绿攀蜥，Diploderma flaviceps）形态相似，主要区别是巴塘龙蜥颈部褶下具有发达的小腔，体背具有7～9条连续或不连续横纹，两侧具有纵纹等。

## 生活习性
巴塘龙蜥生活在海拔2500～3400米的山坡石堆上，白天活动觅食，主要以小型蜘蛛及昆虫为食。

## 分类
巴塘龙蜥被发现描述后划属攀蜥属（Japalura）。2018年，奧克拉荷馬大學的王剀博士等人於《林奈學會動物學雜誌》（Zoological Journal of the Linnean Society）提出過去的攀蜥屬（Japalura）並非單系群，其地理分布和親緣關係上都跟其他的樹棲鬣蜥混雜。為了解決物種混亂的問題，王剀等人將該屬拆分為四個屬。原先的攀蜥屬（Japalura）繼續沿用，但是只限用於南亞的類群，並恢復過去的龙蜥属（Diploderma）。现本种被归入龙蜥属。
2020年，部分中国学者建议将 Japalura 的中文名恢复为“龙蜥属”，而将 Diploderma 的中文属名改名为“攀蜥屬”。故在有些资料中，本种也被称为“巴塘攀蜥”。然而在中国科学院昆明动物研究所研究人员主编的《中国两栖、爬行动物分类变动汇总》中未接受该建议，仍将 Diploderma 称为“龙蜥属”。